# Abyssobrotula galatheae
Genre
Espèce
Abyssobrotula galatheae est une espèce de poissons marins de la famille des Ophidiidae. C'est la seule espèce du genre Abyssobrotula.
Il détient le record du poisson le plus profond jamais pêché, il fut capturé par un chalut à une profondeur de 8 370 m dans la fosse de Porto Rico, en 1970.

## Publication originale
- Nielsen, 1977 : The deepest living fish Abyssobrotula galatheae : a new genus and species of oviparous ophidioids (Pisces, Brotulidae). Galathea Report, vol. 14, p. 41–48.